# Dąbie (Grande Polonia)
Dąbie (in Lingua tedesca Dabie o Dombie, dal 1940 al 1945 Eichstädt (Wartheland)) è un comune urbano-rurale polacco del distretto di Koło, nel voivodato della Grande Polonia.
Ricopre una superficie di 130,06 km² e nel 2006 contava 6 674 abitanti.